# Massacre de Virginia Tech
O Massacre de Virginia Tech foi um assassinato em massa em ambiente escolar que ocorreu em 16 de abril de 2007 no Instituto Politécnico e Universidade Estadual da Virgínia (conhecido como Virginia Tech), em Blacksburg, Virgínia, Estados Unidos. Morreram 33 pessoas, incluindo o atirador, e 21 pessoas ficaram feridas. É o mais mortífero ataque a uma universidade na história dos Estados Unidos e um dos mais mortíferos assassinatos em massa no país.

## Seung-Hui Cho

Seung-Hui Cho, o responsável pelo ataque.

"Morri como Jesus, para inspirar fracos e indefesos". O perfil psicológico era o de um jovem com graves problemas de rejeição e depressão.

O atirador, Seung-Hui Cho no segundo dos dois ataques no campus do Instituto Politécnico e Universidade Estadual da Virgínia, na localidade de Blacksburg, era um estudante sul-coreano da instituição, revelou o presidente da universidade. Apesar de não dizer explicitamente que o estudante também foi o responsável pelo primeiro incidente, ele disse que não acredita que houve um segundo atirador.

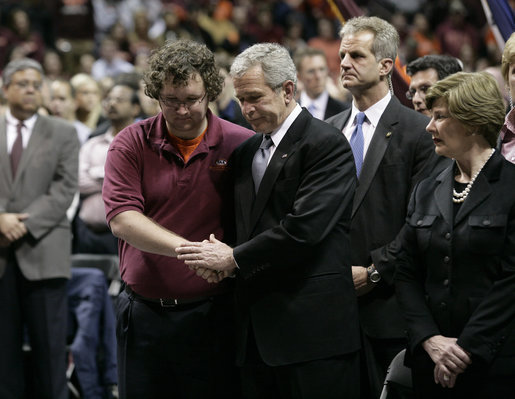
O presidente norte-americano George W. Bush durante homenagem aos mortos no massacre.

Foram mortas duas pessoas num dormitório da universidade, West Ambler Johnston Hall. Duas horas depois invadiu o prédio da engenharia (Norris Hall) e matou outras trinta pessoas, para depois se suicidar com um tiro na cabeça. "Sabemos que era um asiático - no segundo incidente - um asiático que era residente em um de nossos dormitórios", disse o presidente (reitor) da Virginia Tech, Charles Steger, revelando pela primeira vez que o assassino era um estudante. O teste de balística posterior confirmou que a mesma arma foi usada para os dois ataques.

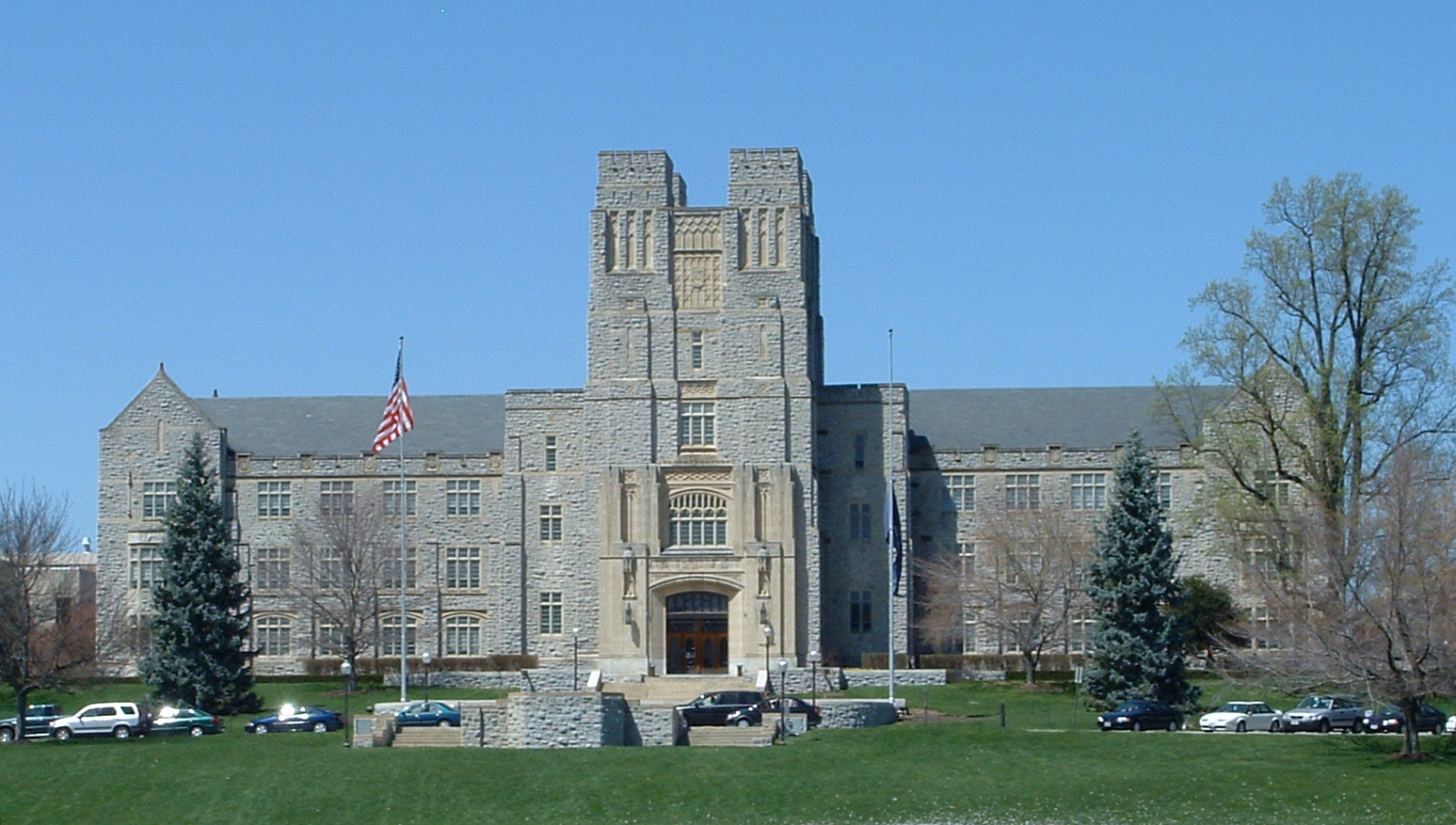
Frente da Universidade de Virginia Tech (VT)

## O "Manifesto Multimídia"
No dia 18 de abril, a rede de TV americana NBC, recebeu uma encomenda enviada pelo atirador contendo um texto, fotos e vídeos nos quais chegou a comparar-se a Jesus. O manifesto, batizado de "Manifesto Multimídia" pela rede NBC, começou a ser produzido seis dias antes do massacre e foi enviado pelo próprio atirador às 9h01, no intervalo entre os eventos fatais.

## Vítimas

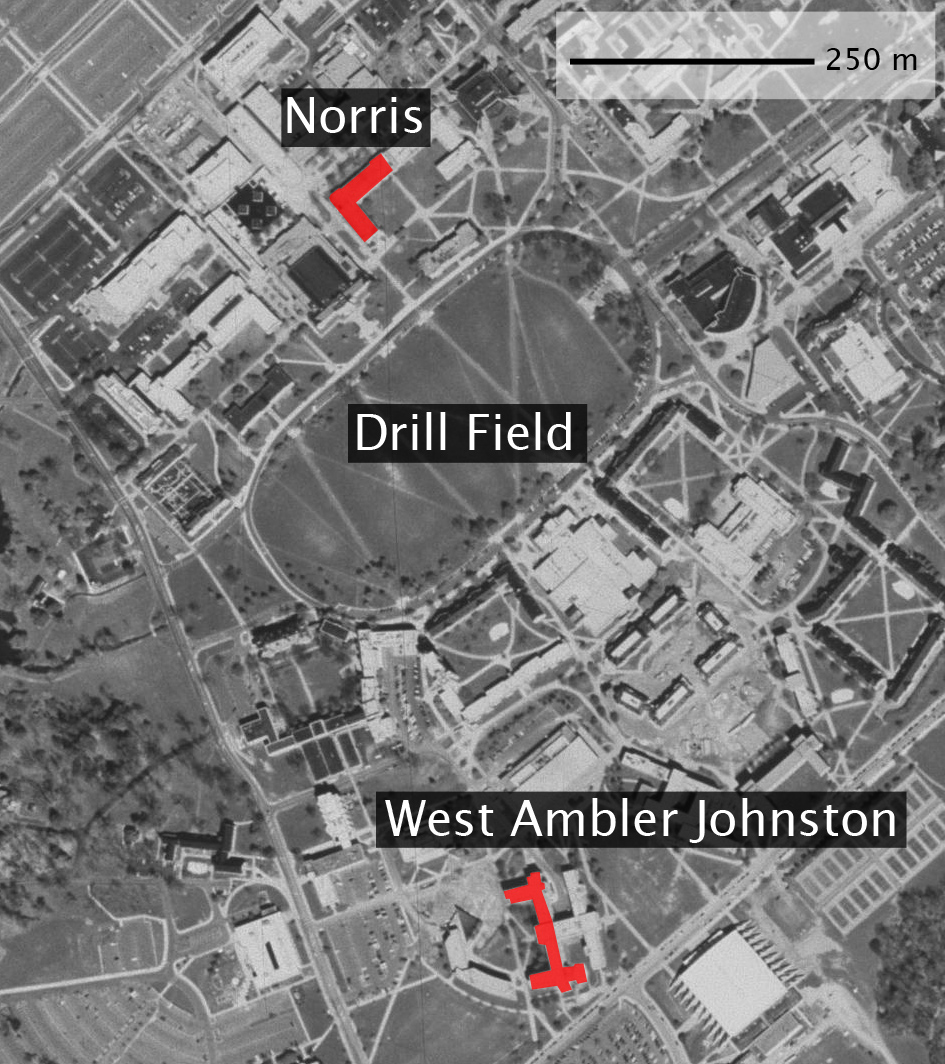
Foto por satélite de Virgínia Tech. Em destaque, os locais onde foram disparados os tiros: Norris Hall e West Ambler Johnston Hall

### Primeiro prédio (West Ambler Johnston Hall)
- Emily J. Hilscher
- Ryan Clark

### Segundo prédio (Norris Hall)
Estudantes
- Ross Abdallah Alameddine
- Brian Bluhm
- Austin Cloyd
- Caitlin Hammaren
- Jeremy Herbstritt
- Rachael Elizabeth Hill
- Matthew La Porte
- Jarrett Lane
- Henry Lee
- Partahi Lombantoruan
- Minal Panchal
- Daniel Patrick O'Neil
- Juan Ramon Ortiz
- Daniel Pérez Cueva
- Erin Peterson
- Matthew Gwaltney
- Julia Pryde
- Mary Karen Read
- Reema Joseph Samaha
- Waleed Mohamed Shaalan
- Leslie Sherman
- Maxine Turner
- Lauren McCain
- Nicole White

Professores
- Christopher Jamie Bishop
- Jocelyne Couture-Nowak
- Kevin Granata
- Liviu Librescu (sobrevivente da Segunda Guerra Mundial)
- G. V. Loganathan

(Totalizando 31 pessoas)

## Impacto internacional
Após o massacre houve uma resposta internacional de surpresa, indignação, condolência e simpatia de vários países. Várias mensagens oficiais da Austrália, Canadá, China, França, Alemanha, Índia, Irã, Japão, México, Nicarágua, Paquistão, Filipinas, assim como do Papa Bento XVI.